# Mariusz Stopczyk

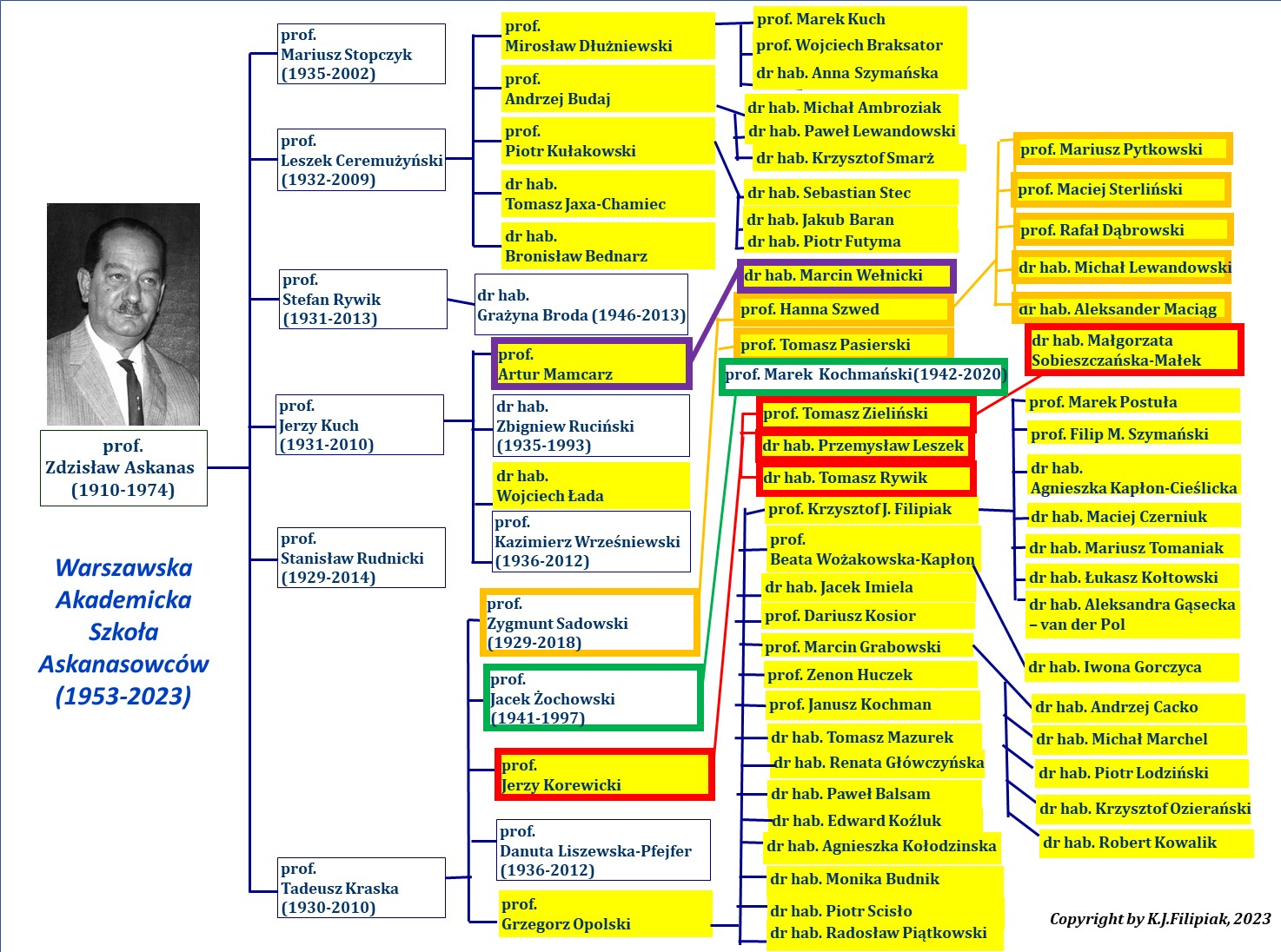
Drzewo genealogiczne przedstawicieli Warszawskiej Akademickiej Szkoły Kardiologii, wywodzącej się od prof. Zdzisława Askanasa, do której zaliczał się prof. Mariusz Stopczyk

Mariusz Jan Stopczyk (ur. 23 sierpnia 1935 w Warszawie, zm. 5 września 2002 tamże) – polski lekarz, kardiolog, profesor nauk medycznych, nauczyciel akademicki Warszawskiego Uniwersytetu Medycznego. Kontynuator Warszawskiej Akademickiej Szkoły Kardiologii, wywodzącej się od prof. Zdzisława Askanasa (tzw. Szkoły Askanasa).

## Życiorys
Urodził się 23 sierpnia 1935 w Warszawie, w inteligenckiej rodzinie Jerzego (1903–1989) i Haliny z domu Saska (1906–1990). Maturę uzyskał w XIV Liceum Ogólnokształcącym im. Stanisława Staszica w Warszawie. W 1958 ukończył studia w Akademii Medycznej w Warszawie. Został współpracownikiem prof. Zdzisława Askanasa, pod kierunkiem którego uzyskał w 1965 stopień naukowy doktora nauk medycznych. W 1968 na podstawie dorobku naukowego oraz monografii pt. Metoda rejestracji potencjału lokalnego z powierzchni klatki piersiowej uzyskał stopień naukowy doktora habilitowanego. W 1970 został docentem w Instytucie Kardiologii. Od 1979 był zatrudniony jako docent w Instytucie Biocybernetyki i Inżynierii Biomedycznej Polskiej Akademii Nauk. Został tam profesorem i kierownikiem utworzonego przez siebie Zakładu Bioinżynierii Klinicznej i Doświadczalnej. Jednocześnie był zatrudniony w Szpitalu Wolskim. Był wykładowcą Wydziału Lekarskiego Akademii Medycznej w Warszawie. Tytuł naukowy profesora nauk medycznych uzyskał w 1986.
Był pracownikiem Instytut Kardiologii im. Prymasa Tysiąclecia Kardynała Stefana Wyszyńskiego w Warszawie.
Współpracował m.in. z: Cardiology Department Karolinska University w Huddinge w Szwecji, Cardiology Department Uniwersytetu w Nicei, University of Techonology w Finlandii i University of Detroit w USA. Należał m.in. do Komitetu Nauk Biocybernetyki i Inżynierii Biomedycznej PAN, Stowarzyszenia Elektryków Polskich, Polskiego Towarzystwa Kardiologicznego, Polskiego Towarzystwa Fizyki Medycznej, Światowego Stowarzyszenia Stymulacji Serca, European Society of Cardiology Working Group on Cardiac Pacing Member of the Nucelus. 
Przez cztery lata pełnił funkcję redaktora naczelnego czasopisma Kardiologia Polska.
Był żonaty z Krystyną z domu Wilbik (zm. 2019), lekarzem pediatrą, z którą miał syna Piotra (ur. 1958) i córkę Joannę (ur. 1962).
Zmarł w Warszawie, pochowany na cmentarzu Powązkowskim (kwatera 15-2-12,13,14,15).

## Ordery i odznaczenia
- Krzyż Kawalerski Orderu Odrodzenia Polski[4]
- Złota Odznaka NOT[7]
- Srebrna Odznaka NOT[7]

## Upamiętnienie
Sekcja Rytmu Serca Polskiego Towarzystwa Kardiologicznego przyznaje Medal Honorowy im. prof. Mariusza Stopczyka.